# ウトリキュラリア・アルピナ
ウトリキュラリア・アルピナ Utricularia alpina はタヌキモ属の食虫植物の1つ。着生植物になるもので、大きな目立つ花を付ける。古い学名の U. montana が使われることもある。

## 特徴
大きさ1-2cmの塊茎を節のところどころに生じる。葉状の器官は肉厚で、披針形からさじ形、長さ10-15cm、幅2-3cmに達し、葉柄を持つ。節の所を中心に根茎をコケなどの中に伸ばし、ところどころに微小な捕虫袋を付ける。
花期は3-6月。花茎は長さ20-50cmに達し、2-5花を総状に付ける。花冠は黄色みを帯びた白で、上唇は卵円形、下唇は径3-4cm、頂部が黄色。

## 分布と生育環境
中央・南アメリカ、西インド諸島から知られ、特にアンデス山脈に沿って広く分布する。山岳地帯の雲霧林にあり、樹幹上や岩の上で蘚類などに混じって着生植物として生育している。

## 利用
観賞用に栽培される。一般に食虫植物はその形や性質への興味から観賞用に栽培されるが、本種の場合、それ以上の価値がある。本種の場合、捕虫に関する構造は地下にあって見えない。その一方で、最低で15℃を必要とするためにしっかりした温室が必要ではあるが、それがあれば栽培は容易であり、その上に花がとても大きくて鑑賞価値が高いため、園芸的価値の高いものとされている。そのような評価は18世紀後半にまで遡る。
その花は「まるで洋蘭のよう」との声もあり、実際にイギリスのランの品評会で賞を得たとの話が伝えられている。さらにはイギリスのランのカタログでUの項にこれが掲載されていたこともあるという。ちなみに本種の旧属名には Orchillium や Orchidioides が有るそうで、これらも明らかにランに絡めた名となっている。

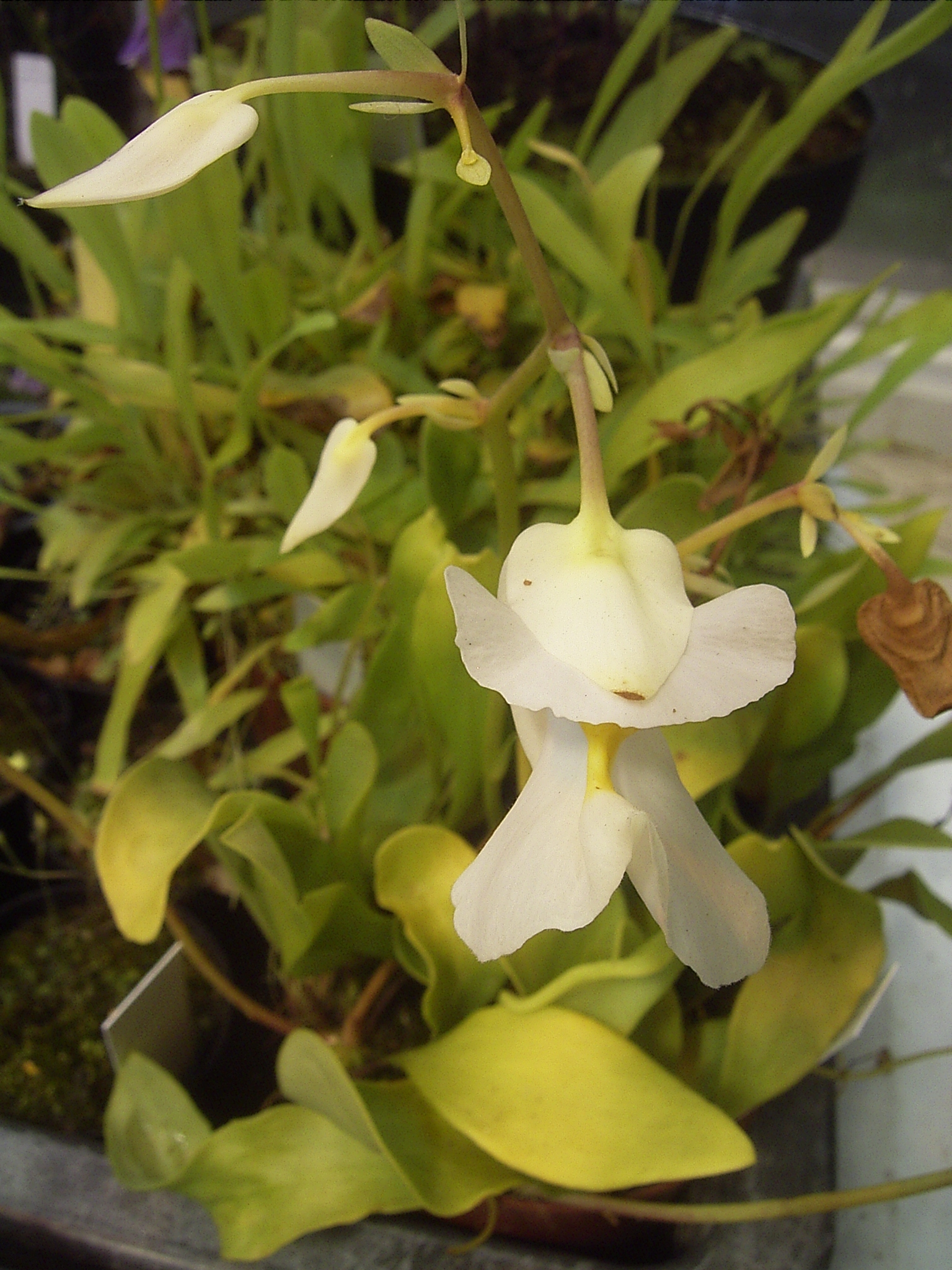
草姿
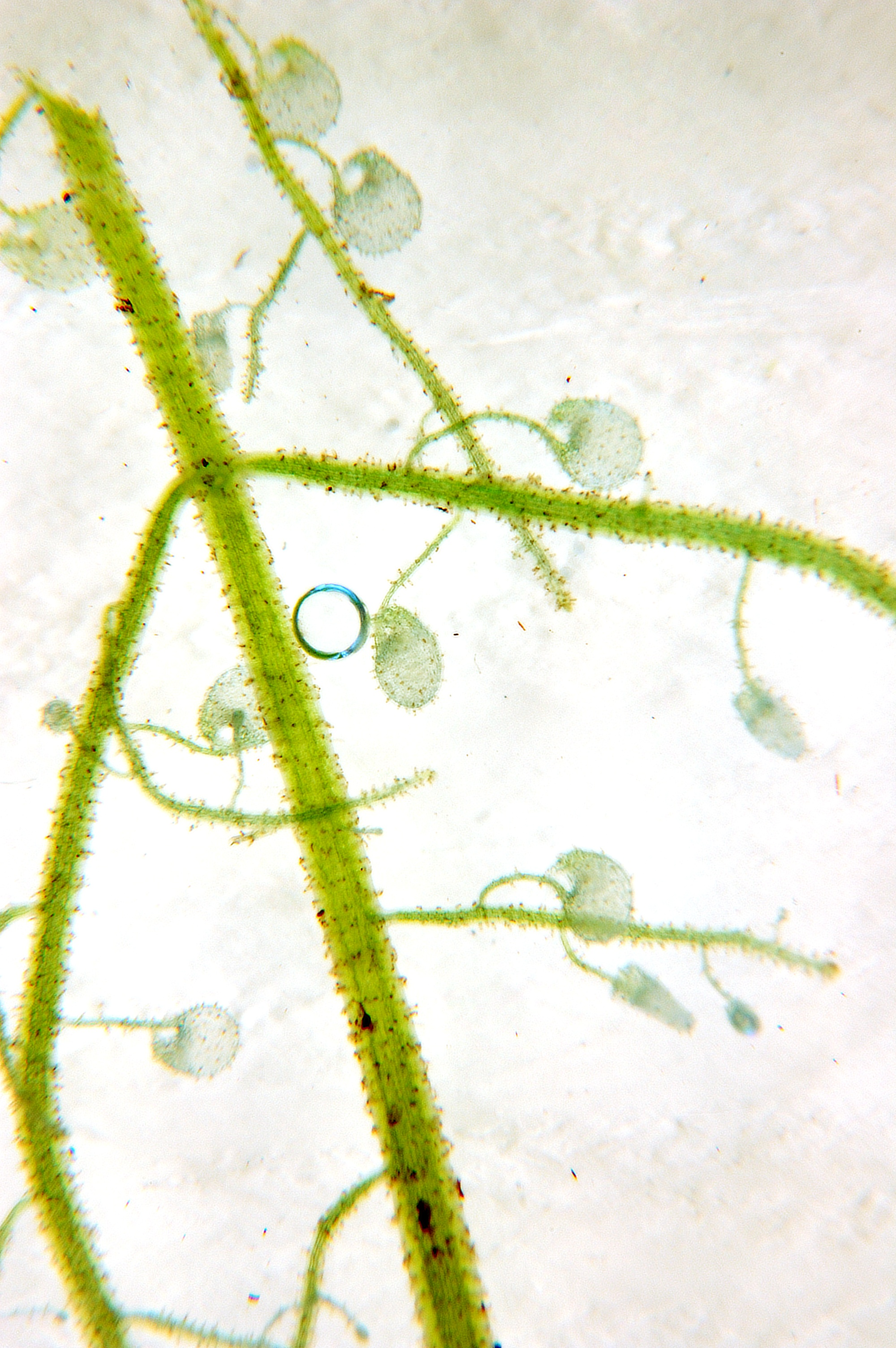
捕虫器のある地下茎